# 28676 Bethkoester
28676 Bethkoester è un asteroide della fascia principale. Scoperto nel 2000, presenta un'orbita caratterizzata da un semiasse maggiore pari a 2,2273177 UA e da un'eccentricità di 0,1776906, inclinata di 5,40654° rispetto all'eclittica.